# Boris Barth
Boris Barth (* 9. Oktober 1961 in Duisburg; † 4. September 2023 in Berlin) war ein deutscher Historiker.

## Leben

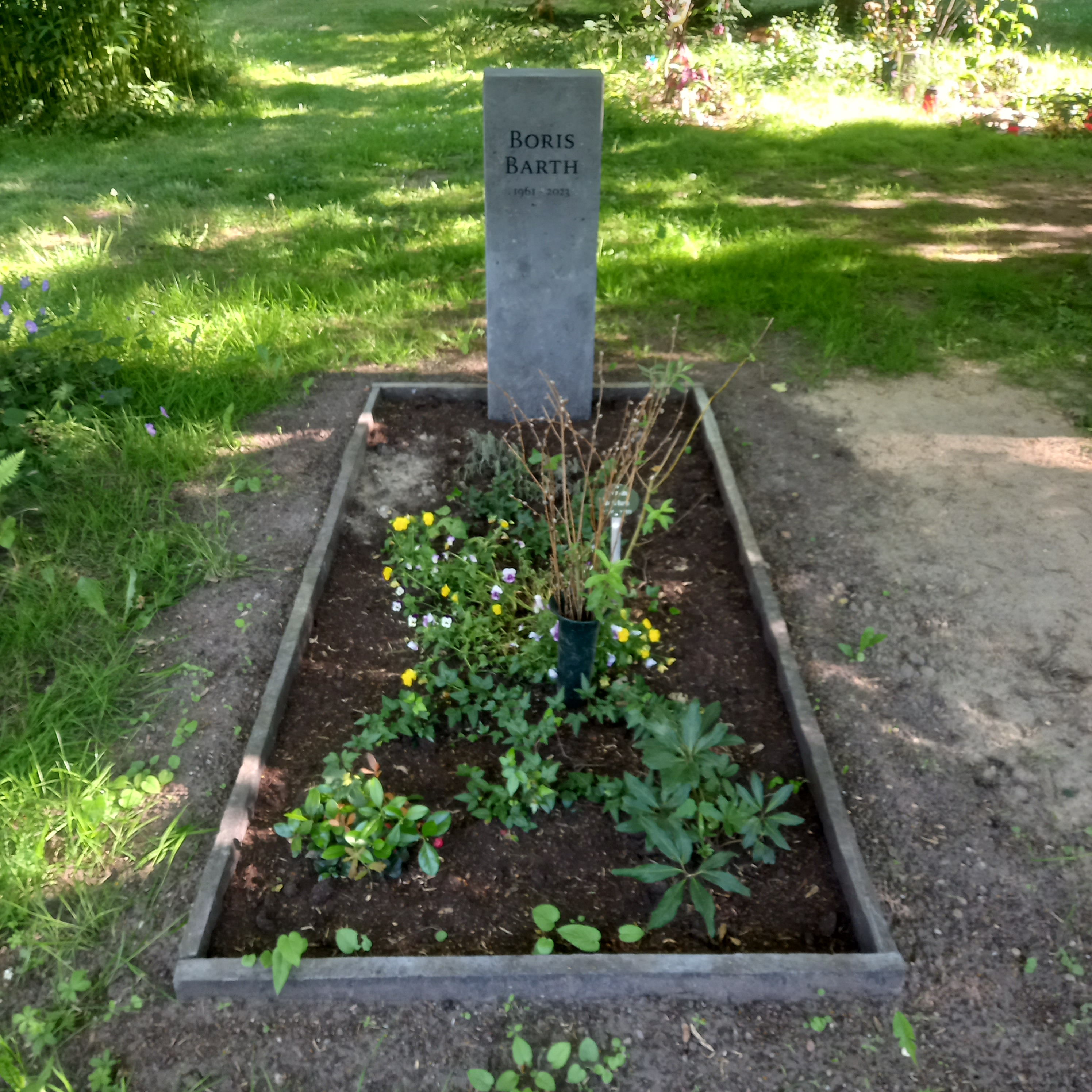
Grab von Boris Barth auf dem Dreifaltigkeitskirchhof II in Berlin

Barth, geboren in Duisburg, studierte Geschichte an der Heinrich-Heine-Universität Düsseldorf und promovierte 1995 bei Wolfgang J. Mommsen über Die deutsche Hochfinanz und die Imperialismen. Nach drei Jahren Gastdozentur an der Karls-Universität zu Prag (1996–1999) kam er im Jahr 2000 nach Konstanz. Hier habilitierte er sich 2003 mit einem umfangreichen Werk über die sogenannte Dolchstoßlegende. Seine Forschungsschwerpunkte waren Genozid und Genozidtheorien, deutsche Geschichte im 19. und 20. Jahrhundert sowie Global History. Neben seiner Tätigkeit als Dozent an den Universitäten Düsseldorf und Konstanz, seit 2005 als außerplanmäßiger Professor, hat Barth unter anderem als historischer Berater für den Gerling-Konzern gearbeitet.
Von September 2008 zum Frühjahrssemester 2010 unterrichtete er als Gastprofessor an der Jacobs University Bremen. Von Oktober 2010 bis Juli 2016 kehrte er an die Universität Konstanz mit einer Ergänzungsprofessur für den Lehrstuhl Neuere Geschichte zurück. Lehrstuhlinhaber war zu diesem Zeitpunkt Jürgen Osterhammel.
Im September 2016 wechselte Barth als DAAD-Professor wieder an das Institut für Wirtschafts- und Sozialgeschichte der Karlsuniversität Prag. Er starb am 4. September 2023.

## Schriften (Auswahl)
Monographien
- Die deutsche Hochfinanz und die Imperialismen. Banken und Außenpolitik vor 1914. Stuttgart 1995 (Dissertation).
- Grenzenlose Märkte? Die deutsch-lateinamerikanischen Wirtschaftsbeziehungen vom Zeitalter des Imperialismus bis zur Weltwirtschaftskrise. Münster 1995.
- mit Eduard Kubů, Josef Faltus, Jan Křen (Hrsg.): Konkurrenzpartnerschaft. Die deutsche und die tschechoslowakische Wirtschaft in der Zwischenkriegszeit. Klartext, Essen 1999, ISBN 3-88474-741-X.
- Arbeitsgemeinschaft „Raum – Medien – Politik“. Konstanz 2002.
- Dolchstoßlegenden und politische Desintegration. Das Trauma der deutschen Niederlage im Ersten Weltkrieg 1914–1933. Düsseldorf 2003 (Schriften des Bundesarchivs, 61).
- Zivilisierungsmissionen. Imperiale Weltverbesserung seit dem 18. Jahrhundert. Konstanz 2005.
- Genozid. Völkermord im 20. Jahrhundert. Geschichte, Theorien, Kontroversen. C. H. Beck, München 2006, ISBN 978-3-406-52865-1.
- Europa nach dem Großen Krieg. Die Krise der Demokratie in der Zwischenkriegszeit 1918–1938. Campus, Frankfurt am Main / New York 2016, ISBN 978-3-593-50521-3.

Aufsätze
- Rassismus. In: Europäische Geschichte Online, hrsg. vom Institut für Europäische Geschichte (Mainz), 2011; d-nb.info abgerufen am 16. November 2011.
- Genozid und Genozidforschung, Version 1.0. In: Docupedia-Zeitgeschichte,  3. Mai 2011; docupedia.de